# Lewis Henry Lavenu
Lewis Henry Lavenu (Londres, 1818-Sídney, 1859) fue un compositor, director de orquesta y empresario inglés, hijo del también músico Lewis Augustus Lavenu (1767-1818). Su primera obra importante fue Loretta; A Tale of Seville, ópera en 3 actos con libreto de Alfred Bunn, estrenada en noviembre de 1846 en el Teatro Drury Lane de Lóndres. Tuvo 7 hijos, uno de sus nietos fue el actor Tyrone Power, Sr.